# Zdzisław Rauszer
Zdzisław Erazm Rauszer (ur. 16 czerwca 1877 w Warszawie, zm. 20 października 1952 w Warszawie), polski metrolog, działacz państwowy, dyrektor Głównego Urzędu Miar, członek Towarzystwa Naukowego Warszawskiego.
Był synem Juliana (notariusza) i Julii z Fijałkowskich. Uczęszczał do gimnazjum realnego w Warszawie, w latach 1896–1903 studiował mechanikę i technologię w Instytucie Technologicznym w Petersburgu. Od 1903 był asystentem w Głównej Izbie Wag i Miar w Petersburgu. W 1916 powrócił do Warszawy, gdzie organizował Urząd Miar miasta stołecznego Warszawy i stanął na jego czele; w 1919 instytucję przekształcono w Główny Urząd Miar, którego dyrektorem Rauszer pozostał aż do 1940. Powrócił na stanowisko po II wojnie światowej i pełnił funkcję dyrektora do 1949. W latach 1949-1951 był p.o. kierownika Zakładu Słownictwa Technicznego w Polskim Komitecie Normalizacyjnym w Warszawie. Przez trzy lata (1916-1919) wykładał mechanikę cieplną i zasady budowy parowozów w Technicznej Szkole Kolejowej w Warszawie.
Zorganizował w Głównym Urzędzie Miar laboratoria badawcze, warsztaty mechaniki precyzyjnej oraz bibliotekę metrologiczną, przygotował do pracy zawodowej wielu metrologów. Przyczynił się do przystąpienia Polski do Międzynarodowej Konwencji Metrologicznej (1925). Brał udział w Centralnych Konferencjach Miar (1927, 1933, 1948). Od 1903 współpracował z pismem "Kolejarz". W 1951 został powołany na członka zwyczajnego Towarzystwa Naukowego Warszawskiego, od 1950 brał udział w pracach Komisji Nauk Technicznych PAU. Był członkiem założycielem Polskiego Towarzystwa Fizycznego (1919), prezesem Komitetu dla Opracowania Międzynarodowej Konwencji Metrologii Prawnej (1937-1950), członkiem Instytutu Naukowego Organizacji i Kierownictwa oraz Międzynarodowego Komitetu Miar.
Został odznaczony m.in. Krzyżem Komandorskim Orderu Odrodzenia Polski (31 grudnia 1923) oraz Medalem Dziesięciolecia Odzyskanej Niepodległości (1928). 30 czerwca 1936 otrzymał doktorat honoris causa Politechniki Lwowskiej.
Był uznanym znawcą metrologii historycznej, metrologii prawnej oraz słownictwa mierniczego. Badał m.in. system metryczny Królestwa Polskiego. W pracy Zasady prawodawstwa miar w Polsce i ich związek z potrzebami techniki (1917) uznał jednolitość miar za jedną z podstaw rozwoju polskiego przemysłu i techniki. Był autorem projektu ustawy o miarach w Polsce (1918), wprowadzonej w życie w 1919. Pracował nad ujednoliceniem polskiego słownictwa mierniczego. Ogłosił wiele prac, m.in.:
- Jednostki miar używanych w Królestwie Kongresowym w dobie poprzedzającej wydanie dekretu o miarach z dnia 8 lutego 1919 (1920)
- Wprowadzenie systemu metrycznego w Królestwie Polskim (1922)
- Rzut oka na rozwój polskiej legalizacji miar (1928)
- Pierwsze dziesięciolecia polskiej administracji miar i narzędzi mierniczych (1929)
- La progres du systeme metrique en Pologne (1929)
- Legalizacja wag w rolnictwie (1930)
- Błędy i poprawki narzędzi mierniczych (1933)
- Die eindeutige Bestimmung der Fehlbegriffs der Nessinstrumenten (1936)
- Mierzenie pod względem prawnym (1939)

Pochowany został na cmentarzu Powązkowskim (kwatera c-11-2).